# On the Milky Road - Sulla Via Lattea
On the Milky Road - Sulla Via Lattea (On the Milky Road) è un film del 2016 diretto da Emir Kusturica.
Il film è basato sull'ultimo racconto del libro Lungo la Via Lattea dello stesso Kusturica.
La pellicola è stata presentata in concorso alla 73ª Mostra internazionale d'arte cinematografica di Venezia.

## Trama
Primavera in tempo di guerra in quella che fu la Jugoslavia. Un lattaio attraversa quotidianamente i campi di battaglia cavalcando il suo asino e sfuggendo al tiro incrociato dei fronti opposti. Nel villaggio in cui vive c'è una ragazza che lo vorrebbe sposare e che, nel frattempo, sta organizzando il matrimonio per il fratello eroe di guerra. Per far ciò ha fatto arrivare una donna di madre italiana e padre serbo che attrae immediatamente l'attenzione del lattaio. Ha inizio così una storia di passione che deve confrontarsi con la follia del conflitto armato.